# Агехова, Саму
Самуэ́ль Омородио́н Агехо́ва (исп. Samuel "Samu" Omorodion Aghehowa; род. 5 мая 2004, Мелилья, Испания) — испанский футболист, нападающий клуба «Порту». Победитель Олимпийских игр 2024 в Париже.

## Клубная карьера
Омородион — воспитанник клубов «Севилья», «Нервьон» и «Гранада». В 2022 году Саму дебютировал за дублирующий состав последних. 14 августа 2023 года в матче против «Атлетико Мадрид» он дебютировал в Ла Лиге. В этом же поединке Саму забил свой первый гол за «Гранаду».
21 августа 2023 года Омородион перешёл в «Атлетико Мадрид», подписав пятилетний контракт и сразу же был отдан в аренду в «Алавес». 28 августа в матче против «Хетафе» он дебютировал за новую команду. 28 сентября в поединке против «Сельты» Саму забил свой первый гол за «Алавес». 
Летом 2024 года Омородион перешёл в португальский «Порту», подписав контракт на 5 лет. Сумма трансфера составила 15 млн. евро. 31 августа в матче против лиссабонского «Спортинга» он дебютировал в Сангриш лиге.  

## Международная карьера
В 2023 году в составе юношеской сборной Испании Омородион принял участие в юношеском чемпионате Европы на Мальте. На турнире он сыграл в матчах против команд Исландии, Греции и Италии.
В 2024 году Омородион был включён в заявку олимпийской сборной Испании на участие в Олимпийских играх в Париже. На турнире он сыграл в матчах против команд Узбекистана, Египта, Японии и Марокко. В поединке против египтян Саму забил гол.

## Статистика выступлений

### Клубная статистика
| Выступление      | Выступление      | Выступление      | Лига | Лига | Кубок | Кубок | Еврокубки | Еврокубки | Прочие | Прочие | Итого | Итого |
| Клуб             | Лига             | Сезон            | Игры | Голы | Игры  | Голы  | Игры      | Голы      | Игры   | Голы   | Игры  | Голы  |
| ---------------- | ---------------- | ---------------- | ---- | ---- | ----- | ----- | --------- | --------- | ------ | ------ | ----- | ----- |
| Гранада          | Ла Лига          | 2023/24          | 1    | 1    | 0     | 0     | 0         | 0         | 0      | 0      | 1     | 1     |
| Гранада          | Итого            | Итого            | 1    | 1    | 0     | 0     | 0         | 0         | 0      | 0      | 1     | 1     |
| Алавес           | Ла Лига          | 2023/24          | 34   | 8    | 0     | 0     | 0         | 0         | 0      | 0      | 34    | 8     |
| Алавес           | Итого            | Итого            | 34   | 8    | 0     | 0     | 0         | 0         | 0      | 0      | 34    | 8     |
| Порту            | Примейра         | 2024/25          | 30   | 19   | 1     | 0     | 9         | 6         | 2      | 0      | 42    | 25    |
| Порту            | Итого            | Итого            | 30   | 19   | 1     | 0     | 9         | 6         | 2      | 0      | 42    | 25    |
| Всего за карьеру | Всего за карьеру | Всего за карьеру | 65   | 28   | 1     | 0     | 9         | 6         | 2      | 0      | 77    | 34    |

1. ↑  Кубок португальской лиги по футболу.

### Международная статистика
| Матчи и голы Саму Агехова за сборную Испании | Матчи и голы Саму Агехова за сборную Испании | Матчи и голы Саму Агехова за сборную Испании | Матчи и голы Саму Агехова за сборную Испании | Матчи и голы Саму Агехова за сборную Испании | Матчи и голы Саму Агехова за сборную Испании | Матчи и голы Саму Агехова за сборную Испании |
| №                                            | Дата                                         | Оппонент                                     | Счёт                                         | Голы                                         | Соревнование                                 |                                              |
| -------------------------------------------- | -------------------------------------------- | -------------------------------------------- | -------------------------------------------- | -------------------------------------------- | -------------------------------------------- | -------------------------------------------- |
| 1                                            | 18 ноября 2024                               | Швейцария                                    | 3:2                                          | —                                            | Лига наций УЕФА 2024/2025                    |                                              |
| 2                                            | 5 июня 2025                                  | Франция                                      | 5:4                                          | —                                            | Лига наций УЕФА 2024/2025                    |                                              |

Итого: 2 матча / 0 голов; 2 победы, 0 ничьих, 0 поражений

## Достижения
Сборная Испании
- Олимпийский чемпион: 2024
- Серебряный призёр Лиги наций УЕФА: 2024/25